# Kpota
Kpota è un arrondissement del Benin situato nella città di Abgangnizoun (dipartimento di Zou) con 4.244 abitanti (dato 2006).